# Việt Nam quê hương tôi
"Việt Nam quê hương tôi" là bản tình ca cách mạng nổi tiếng của nhạc sĩ Đỗ Nhuận được sáng tác vào năm 1960. Không chỉ là một trong những sáng tác tiêu biểu của Đỗ Nhuận, đây còn là một trong những tác phẩm giúp ông nhận được Giải thưởng Hồ Chí Minh về Văn học nghệ thuật năm 1996.

## Hoàn cảnh sáng tác
Từ năm 1959 đến năm 1962, Đỗ Nhuận theo học tại Nhạc viện Tchaikovsky của Liên Xô. Theo lời kể của con trai ông là nhạc sĩ Đỗ Hồng Quân, giữa thời gian tu nghiệp ông đã có dịp quay về Việt Nam nghỉ hè vào năm 1960. Sau một thời gian ngắn ở Việt Nam, ông lên đường trở lại Liên Xô tiếp tục học tập. Trên chuyến tàu liên vận đi từ Hà Nội qua Trung Quốc rồi Siberia đến Moskva, ông chợt nảy ra ý tưởng sáng tác một ca khúc ca ngợi vẻ đẹp của Việt Nam, giới thiệu Việt Nam đến với bạn bè quốc tế. Ông bắt đầu sáng tác ngay trên tàu và bài hát được hoàn thành sau khi ông đến Liên Xô. Đây là một bài hát với nhịp điệu 3/4, tiết tấu khoan thai, tha thiết, với giai điệu mượt mà, du dương. Bài hát không chỉ có lời tiếng Việt mà còn được dịch sang tiếng Nga.

## Biểu diễn
Sau khi lời được dịch sang tiếng Nga, bài hát đã được Đoàn văn công Cờ Đỏ của Quân đội Liên Xô biểu diễn cùng với bài "Hành quân xa" do Đỗ Nhuận sáng tác từ năm 1953. Là một bài hát được xem là đi cùng năm tháng, đã có rất nhiều nghệ sĩ, ca sĩ Việt Nam trình bày ca khúc này, từ những Nghệ sĩ ưu tú như Kiều Hưng, Việt Hoàn, Đăng Dương, đến ca sĩ trẻ như Khánh Ly, Dương Kim Ánh, Hà Anh Tuấn. Nhưng được biết đến nhiều nhất là bản do hai Nghệ sĩ ưu tú Phan Huấn và Tuyết Thanh cùng tốp ca Đài Tiếng nói Việt Nam, cũng như những bản đơn ca của Thanh Thúy và Trọng Tấn.
Đến nay, trong nhiều chương trình âm nhạc có chủ đề liên quan đến con người, biển đảo, đất nước Việt Nam hay giới thiệu Việt Nam đến khán giả quốc tế, "Việt Nam quê hương tôi" thường được nhiều nghệ sĩ, dàn hợp xướng lựa chọn trình bày, đặc biệt là vào dịp lễ quan trọng như ngày 2 tháng 9 hằng năm; không chỉ ở Việt Nam mà còn ở nhiều quốc gia khác như Pháp, România, Úc, Đức. Ngày 2 tháng 9 năm 2011, buổi hòa nhạc "Điều còn mãi" diễn ra tại Nhà hát Lớn Hà Nội. Một danh mục những sáng tác khí nhạc, hợp xướng và ca khúc nổi bật trong lịch sử âm nhạc Việt Nam đã được chọn để trình bày tại buổi hòa nhạc, nhạc phẩm này cũng là một trong số đó. Năm 2012, trong cuộc thi bắn pháo hoa quốc tế tổ chức tại Đà Nẵng, đội chủ nhà Việt Nam đã chọn chủ đề "Vinh quang con người Việt Nam" và đi kèm là 5 ca khúc trữ tình ca ngợi quê hương, đất nước và con người Việt Nam, trong đó có "Việt Nam quê hương tôi".
Năm 2014, nhân kỷ niệm 22 năm thiết lập quan hệ ngoại giao Việt Nam – Hàn Quốc, dàn nhạc Dân tộc Gugak Chungnam, thành phố Cheonan – một trong những dàn nhạc hàng đầu của Hàn Quốc – đã có buổi biểu diễn tại Trung tâm Nghệ thuật Âu Cơ (Hà Nội) do Bộ Ngoại giao Hàn Quốc và Đại sứ quán Hàn Quốc tại Việt Nam tổ chức. Trong đêm nhạc, ca khúc "Việt Nam quê hương tôi" đã được nữ ca sĩ An So Eun thể hiện với sự hỗ trợ của dàn nhạc. Không chỉ được biểu diễn bởi các ca sĩ, ca khúc này của nhạc sĩ Đỗ Nhuận còn thường được sử dụng kết hợp với các tiết mục nghệ thuật khác, đặc biệt là múa. Năm 2016, trong lần đầu tiên tham gia Liên hoan Nghệ thuật dân gian quốc tế Pisek, đại diện Việt Nam đã biểu diễn tiết mục múa quạt kết hợp múa nón trên nền nhạc "Việt Nam quê hương tôi".
Cũng trong năm 2016, khi vấn đề tranh chấp trên biển Đông giữa Việt Nam và Trung Quốc một lần nữa trở nên căng thẳng, một số nghệ sĩ Việt Nam đã hợp tác thực hiện MV "Việt Nam quê hương tôi" để bày tỏ quan điểm về vấn đề này. Trong dự án âm nhạc cộng đồng này, ca khúc của cố nhạc sĩ Đỗ Nhuận được trình bày không chỉ bằng tiếng Việt mà còn có bản tiếng Anh do ca sĩ Kyo York phiên dịch. MV dài gần 10 phút với sự tham gia của nhiều nghệ sĩ nổi tiếng ở Việt Nam như các Nghệ sĩ nhân dân Thanh Hoa, Tự Long, Công Lý, các Nghệ sĩ ưu tú Hồng Liên, Đức Hùng, Chiều Xuân, Xuân Bắc, Khánh Hoà, các ca sĩ Đàm Vĩnh Hưng, Thu Phương, Mỹ Linh, Trọng Tấn, Hồ Ngọc Hà, Minh Quân được ra mắt vào đúng ngày Quốc khánh.

## Đón nhận
"Việt Nam quê hương tôi" là một trong những ca khúc tiêu biểu của Đỗ Nhuận viết về chủ đề con người, đất nước Việt Nam, được ví như một bức tranh sơn thủy rất đẹp đầy sức quyến rũ về Việt Nam. Nhiều ý kiến đánh giá rằng, thông qua những ca khúc như "Du kích sông Thao", "Chiến thắng Điện Biên", "Việt Nam quê hương tôi", "nhạc sĩ Đỗ Nhuận đã tạc được những tượng đài bằng âm thanh về con người Việt Nam, sức sống Việt Nam". Ca khúc này đã được đưa vào sách giáo khoa chương trình âm nhạc cho học sinh trung học cơ sở. Năm 2022, nhân kỷ niệm 100 năm ngày sinh của nhạc sĩ Đỗ Nhuận, Bộ Thông tin và Truyền thông Việt Nam đã cho phát hành một bộ tem bưu chính lấy ý tưởng từ ca khúc "Việt Nam quê hương tôi". Trên mẫu tem được phát hành, lời bài hát này được in cùng chân dung cố nhạc sĩ.